# Gloria Lynne
Gloria Lynne (* 23. November 1929 in New York City als Gloria Mia Wilson, später verheiratete Gloria Alleyne; † 15. Oktober 2013 in Newark, New Jersey) war eine US-amerikanische Soul- und Jazzsängerin.

## Leben und Wirken
Lynne, deren Mutter Gospelsängerin war, sang als Mädchen in Harlem im African Methodist Episcopal Zion Church Choir. 1951  wurde sie bei einem Wettbewerb im Apollo Theater entdeckt. In den nächsten Jahren sang sie gelegentlich mit Quincy Jones, Bobby Timmons, Philly Joe Jones und Harry Sweets Edison und gehörte zu den Vokalgruppen The Enchanters und The Delltones, mit denen sie auch aufnahm. 1958 erhielt sie einen Solo-Vertrag bei Everest, für die sie innerhalb der nächsten fünf Jahre zehn Alben einspielte. Dann wechselte sie zu Fontana Records, wo sie weitere Alben im Bereich zwischen Soul, Pop und Jazz einspielte. Sie hatte Erfolge mit Songs wie „June Night“, „Love I Found You“ und Hits mit „I Wish You Love“ (1964) und „I'm Glad There Is You“. Für einige Songs, die sie interpretierte, schrieb sie Texte, insbesondere für “Watermelon Man” (das sie in einem Arrangement von Al Cohn einspielte), und für Kenny Burrells „All Day Long“.
In den nächsten Jahren trat sie im Vorprogramm von Ray Charles, Ella Fitzgerald und Billy Eckstine auf, fand aber in den 1970er Jahren kaum noch Auftrittsmöglichkeiten; 1975 konnte sie ein weiteres Album für ABC einspielen. Erst in den 1980er Jahren gelang es ihr, wieder an ihre Karriere anzuschließen. Seit 1989 veröffentlichte sie weitere Alben bei Muse Records; in den 1990er Jahren wurde ihr Song „Speaking of Happiness“ in den Filmen ((Red Rock West)) und Seven und U-Turn – Kein Weg zurück sowie für eine Autowerbung verwendet. 2007 legte sie ihr bisher letztes Album, From My Heart to Yours bei Highnote vor; auch trat sie mit Billy Taylor im Fernsehen auf. 2009 war sie auf Europatournee. Gemeinsam mit Karen Chilton schrieb sie ihre Autobiographie I Wish You Love: A Riveting Memoir From One of the Leading Ladies of Jazz, die 2001 bei Macmillan erschien.

## Preise und Auszeichnungen
Die Stadt New York beging den 25. Juli 1995 als Gloria Lynne Day 1996 erhielt Lynne den International Women of Jazz Award; im Folgejahr wurde sie mit dem Pioneer Award der Rhythm and Blues Foundation ausgezeichnet. Sie starb im Oktober 2013 im Columbus Rehabilitation Center in Newark (New Jersey) an den Folgen eines Herzinfarkts.

## Diskographische Hinweise
- I'm Glad There Is You (1961)
- He Needs Me (1961)
- This Little Boy Of Mine (1961)
- Soul Serenade (1964)
- Greatest Hits By Popular Demand ! (Kompilation, 1974)
- From My Heart to Yours (2007)